# Midland (Ohio)
Midland es una villa ubicada en el condado de Clinton en el estado estadounidense de Ohio. En el Censo de 2010 tenía una población de 315 habitantes y una densidad poblacional de 345,52 personas por km².

## Geografía
Midland se encuentra ubicada en las coordenadas 39°18′24″N 83°54′37″O / 39.30667, -83.91028. Según la Oficina del Censo de los Estados Unidos, Midland tiene una superficie total de 0.91 km², de la cual 0.91 km² corresponden a tierra firme y (0%) 0 km² es agua.

## Demografía
Según el censo de 2010, había 315 personas residiendo en Midland. La densidad de población era de 345,52 hab./km². De los 315 habitantes, Midland estaba compuesto por el 96.19% blancos, el 0.95% eran afroamericanos, el 0% eran amerindios, el 0% eran asiáticos, el 0% eran isleños del Pacífico, el 0% eran de otras razas y el 2.86% pertenecían a dos o más razas. Del total de la población el 0% eran hispanos o latinos de cualquier raza.